# بروغويرية
بروغويرية (الاسم العلمي: Bruguiera)، جنس نباتات من فصيلة حاملات الجذور. إنهُ جنس صغير يتكون من خمسة أنواع من الأيك الساحلي وثلاثة أنواع هجينة من منطقة المحيط الهندي وغرب المحيط الهادئ، ويمتد مداها من شرق إفريقيا ومدغشقر عبر الهند الساحلية وسريلانكا وجنوب شرق آسيا إلى شمال أستراليا وميلانيزيا وبولينيزيا. تتميز بكؤوس 8-16 رمحية الشكل، وفصوص مدببة، الأسدية 16-32، تطلق حبوب لقاحها عن طريق التفجر، ووحدة استنساخها ولادية. سُمي الجنس تكريما للمستكشف وعالم الأحياء الفرنسي جان غيوم بروغيير (1750-1798). في الآونة الأخيرة، تم التعرف على صنف ثامن من بروغويرية، B. × dungarra (نوع هجين غير موصوف سابقًا بين B. exaristata و B. gymnorhiza) يوجد في شمال أستراليا.